# Slag bij Arles (471)
De Slag bij Arles werd in 471 gestreden tussen de Visigoten en het West-Romeinse rijk.  

## Aanleiding en gevolgen
Voorafgaand aan de slag hadden de Visigoten de Bretons verslagen tijdens de Slag bij Déols in 469 waarna zij hun macht vanuit Aquitanië verder uitbreidden. Gealarmeerd door deze ontwikkeling stuurde keizer Anthemius een expeditie onder leiding van zijn zoon Anthemiolus over de Alpen tegen de Visigotische koning Eurik die op dat moment Arles belegerde. Eurik verpletterde het Romeinse leger en doodde Anthemiolus en drie vooraanstaande Romeinen. Eurik veroverde vervolgens Arles en bezette een groot deel van Zuid-Gallië. De nederlaag in Gallië was een directe oorzaak van de daaropvolgende omverwerping van Anthemius als keizer door de sterke man van het westelijk Romeinse leger Ricimer.